# Grêmio Náutico Tamandaré
O Grêmio Náutico Tamandaré (GNT) é um clube brasileiro localizado no município de Cachoeira do Sul. Tem como esporte principal o remo.  Fundado em 2 de fevereiro de 1936, por Delcasse Bastos de Oliveira é o único clube do interior do Rio Grande do Sul a vencer um Campeonato Estadual de Remo ("quatro sem timoneiro", em 1952). 